# Sven Kesselring
Sven Kesselring (* 1966 in Schweinfurt) ist ein deutscher Soziologe, der sich mit dem Zusammenhang von Mobilität, Technisierung und insbesondere der Digitalisierung des beruflichen und privaten Alltags beschäftigt. Im Jahr 2020 ist er auf die Professur für Sozialwissenschaftlichen Mobilitätsforschung unter besonderer Berücksichtigung von nachhaltiger Mobilität an der Hochschule für Wirtschaft und Umwelt Nürtingen-Geislingen (HfWU) berufen worden. Er ist Mitglied im Klima-Sachverständigenrat der Landesregierung Baden-Württemberg und im Strategiedialog zur Transformation der Automobilindustrie in Baden-Württemberg.  

## Leben
Sven Kesselring hat an der Philipps-Universität in Marburg und der Ludwig-Maximilians-Universität in München Soziologie, Politikwissenschaften und Sozialpsychologie studiert und 2001 bei Ulrich Beck promoviert. Seine Habilitation an der TU München aus dem Jahr 2012 trug den Titel Die mobile Risikogesellschaft.
2004 gründete er das Cosmobilities Network, vertritt es als Sprecher nach außen und koordiniert die Aktivitäten des Netzwerks zusammen mit Malene Freudendal-Pedersen von der Universität Aalborg und einem Leitungsteam.

## Veröffentlichungen
- Kesselring, Sven; Canzler, Weert; Kaufmann, Vincent (2021): Sustainable Automobilities in the Mobile Risk Society. In: Sustainability 13 (10), S. 1–5. DOI:10.3390/su13105648.
- Sven Kesselring; Freudendal-Pedersen, Malene (2021): Searching for urban mobilities futures. Methodological innovation in the light of COVID-19. In: Sustainable Cities and Society 75, S. 103138. DOI:10.1016/j.scs.2021.103138.
- Sven Kesselring, Malene Freudendal-Pedersen & Dennis Zuev (Hg.) (2020). Sharing mobilities: New perspectives for the mobile risk society. Networked urban mobilities. New York NY: Routledge.
- Monika Büscher, Malene Freudendal-Pedersen, Sven Kesselring & Nikolaj G. Kristensen (Hg.) (2020). Handbook of research methods and applications for mobilities. Handbooks of research methods and applications series. Northampton: Edward Elgar Publishing.
- Ole B. Jensen; Sven Kesselring; Mimi Sheller (Hg.) (2019): Mobilities and complexities. London, New York: Routledge.
- Malene Freudendal-Pedersen; Sven Kesselring (Hg.) (2018): Exploring networked urban mobilities. Theories, concepts, ideas. 1st. New York, NY: Routledge (Networked urban mobilities series, volume 1).
- Malene Freudendal-Pedersen; Sven Kesselring; Eriketti Servou (2019): What is Smart for the Future City? Mobilities and Automation. In: Sustainability 11 (1), S. 1–25.
- Malene Freudendal-Pedersen; Sven Kesselring (2016). Mobilities, Futures and the City. Changing perspectives and policies through transsectoral intersections. In: Mobility Intersections. Special Issue in Mobilities; co-edited by Monika Büscher; Mimi Sheller & David Tyfield.11.4; 573–584.
- Malene Freudendal-Pedersen; Kevin Hannam; Sven Kesselring. (2016). Applied mobilities – Societal consequences and transitions. In: Applied Mobilities. Volume 1:1. pp. 3–14.
- Sven Kesselring, Malene Freudendal-Pedersen & Dennis Zuev. (Eds.) (2020). Sharing mobilities: New perspectives for the mobile risk society. Networked urban mobilities. New York NY: Routledge.
- Sven Kesselring (2012): Betriebliche Mobilitätsregime. Zur sozialen Strukturierung mobiler Arbeit. In: Zeitschrift für Soziologie 41 (2), pp. 83–100.
- Sven Kesselring (2006): Pioneering Mobilities. New patterns of movement and motility in a mobile world. In: Environment and Planning A 38 (2), pp. 269–279.
- Susanne Witzgall, Gerlinde Vogl & Sven Kesselring. (2013). New Mobilities Regimes. The Analytical Power of the Social Sciences and the Arts. Aldershot, Burlington: Ashgate.
- Sven Kesselring, Gerlinde Vogl. (2010). Betriebliche Mobilitätsregime. Die sozialen Kosten mobiler Arbeit. Berlin: edition sigma.
- Saulo Cwerner, Sven Kesselring, John Urry. (2009). Aeromobilities. London: Routledge.
- Weert Canzler, Vincent Kaufmann, Sven Kesselring. (2008). Tracing Mobilities. Towards a cosmopolitan perspective. Aldershot, Burlington: Ashgate.
- Sven Kesselring. (2001). Mobile Politik. Ein soziologischer Blick auf Verkehrspolitik in München. Berlin: edition sigma.
- Ulrich Beck, Maarten A. Hajer, Sven Kesselring. (1999). Der unscharfe Ort der Politik. Empirische Fallstudien zur Theorie der reflexiven Modernisierung. Opladen: Leske + Budrich.